# Nils Skulbru
Nils Skulbru (* 20. Juli 1938 in Akkarvik, Norwegen) ist ein ehemaliger kanadischer Skilangläufer.
Skulbru, der für Vancouver Ski Club startete, kam bei den Nordischen Skiweltmeisterschaften 1966 in Oslo auf den 66. Platz über 15 km und auf den 14. Platz mit der Staffel. Zwei Jahre später belegte er in Grenoble bei seiner einzigen Teilnahme an Olympischen Winterspielen den 56. Platz über 15 km, den 52. Rang über 30 km und zusammen mit Rolf Pettersen, Esko Karu und David Rees den 14. Platz in der Staffel.